# Akrotiri i Dhekelia
Akrotiri i Dhekelia su suverene vojne baze Ujedinjenog Kraljevstva na otoku Cipru. Baze su ostale u sastavu UK poslije tranzicije Cipra od britanske kolonije do nezavisne republike unutar Zajednice Zemalja (Commonwealth of Nations). Ujedinjeno Kraljevstvo je zadržalo baze zbog strateškog položaja Cipra unutar Sredozemnog mora.
Baze su podijeljene na Akrotiri, (grčki: Ακρωτήρι), s Episkopskim garnizonom, koje je dio Western Sovereign Base Area ili WSBA i Dhekelia, grčki: Δεκέλεια) zajedno s Aios Nikolasom, koje je dio Eastern Sovereign Base Area ili ESBA.

## Povijest
Suverene baze nastale su 1960. godine, kada je Cipar, kolonija unutar Britanskog Carstva dobila neovisnost. Ujedinjeno Kraljevstvo je zadržalo suverenitet nad tim područjem zbog velikog strateškog značaja tih područja (neposredna blizina Sueskog kanala i Bliskog Istoka).
1974. godine, Turska vrši invaziju na sjeverni Cipar i osniva Tursku Republiku Sjeverni Cipar. Ovo nije utjecalo na status baza, zbog toga što Ujedinjeno Kraljevstvo nije bilo umiješano u sukob. Grčki Ciprani sa sjevera su imali dopuštenje prelaska preko baze Dhekelia, gdje su dobivali humanitarnu pomoć. U strahu od rata s Britanijom, turska vojska nije smjela napasti baze. 
Cipar je tražio povratak Akrotirija i Dhekelie pod svoj suverenitet zato što baze zauzimaju veliki teritorij koja može služiti u civilne svrhe. Četiri godine poslije stjecanja nezavisnosti 1960. godine, britanska je vlada platila najam baza Republici Cipar. Poslije sukoba 1963. – 1964. isplaćivanje je stalo, pod izgovorom da nisu obje strane Cipra od toga imale financijsku korist. Ciparska vlada i dalje traži novac od 1964. godine pa do danas. Predviđa se da zaostala plaćanja iz tog perioda iznose od nekoliko stotina tisuća do milijardu eura.
U srpnju 2001. godine izbili su protesti u bazama domaćih Ciprana zbog britanskih planova da uspostave radio odašiljač u bazi, s namjerom poboljšanja veze s britanskim bazama po svijetu. Domaće stanovništvo je tvrdilo da postoji opasnost po njihovo zdravlje, kao i negativni utjecaj na prirodu u okolini. Britanska vlada je odbacila te tvrdnje. 
UK nije pokazalo nikakvu zainteresiranost za predaju baza, ali je ponudilo predati 45 kvadratnih milja zemlje ako se usvoji plan Kofija Annana za ujedinjenje otoka. Danas se 3000 vojnika nalaze na teritorijima.

## Politika
Administrator je službeno postavljen od Britanskog monarha, preporukom od Ministarstva obrane. Administrator ima izvršnu i zakonodavnu vlast kao guverner u preko-oceanskim teritorijima. Glavni časnik se imenuje od strane administratora, koji je zadužen za svakodnevnu civilnu vlast. U bazama se ne održavaju izbori, iako britanski državljani imaju pravo glasa na izborima u Ujedinjenom Kraljevstvu.
Baze imaju svoje zakone, različite od UK i Cipra. Sastoji se od zakona kolonije Cipra od prije kolovoza 1960. godine, uz amandmane. Zakoni na Akrotirima i Dhekeliji su u velikoj mjeri slični sa zakonima Cipra.
Sud na teritorijima služi samo za zakonske prekršaje civila počinjenih unutar Akrotira i Dhekelie, za vojnike postoji vojni sud.

## Zemljopisni položaj
Akrotiri i Dhekelia zauzimaju 3% otoka Cipra, ukupno 254 km2. Oko 60% teritorija je u privatnom vlasništvu Britanaca i ciparskih državljana. Ministarstvo obrane drži 40% teritorija, koji ima status krunskog posjeda.
Akrotiri se nalaze u južnom dijelu otoka, u blizini grada Limasola. Dhekelia se nalazi na jugoistoku, blizu Larnake. Na obe teritorije se nalaze vojne baze, kao i poljoprivredno zemljište kao i stambene četvrti. Akrotiri je okružen teritorijom Republike Cipar, dok Dhekelia graniči, pored Republike Cipar, graničnom zonom Ujedinjenih naroda kao i turskim dijelom otoka.

## Stanovništvo
Na teritorijima nije naseljeno domaće stanovništvo. Baze su odabrane u nenaseljenim dijelovima otoka. Oko 14.000 stanovnika živi u bazama. Oko 7000 Ciprana rade u bazama ili se bave poljoprivredom na teritorijima. Britanski vojnici i njihove obitelji čine ostatak stanovništva.
Ne postoji posebno državljanstvo za baze, iako postoji Britansko državljanstvo prekooceanskog teritorija (British Overseas Territories citizenship (BOTC)). Za razliku od ostalih britanskih teritorija, BOTC državljani nemaju pravo tražiti puno britansko državljanstvo.

## Vanjske poveznice
- Službene stranice baza
- Informacije od CIA: Akrotiri  Arhivirana inačica izvorne stranice od 6. srpnja 2006. (Wayback Machine) i Dhekelie  Arhivirana inačica izvorne stranice od 6. srpnja 2006. (Wayback Machine)